# Xochicalco, Guerrero
Xochicalco är en ort i Mexiko.   Den ligger i kommunen Chilapa de Álvarez och delstaten Guerrero, i den södra delen av landet, 210 km söder om huvudstaden Mexico City. Xochicalco ligger 1 594 meter över havet och antalet invånare är 370.
Terrängen runt Xochicalco är huvudsakligen kuperad, men åt sydost är den bergig. Runt Xochicalco är det ganska glesbefolkat, med 39 invånare per kvadratkilometer. Närmaste större samhälle är Chilapa de Alvarez, 10,5 km norr om Xochicalco. I omgivningarna runt Xochicalco växer huvudsakligen savannskog.